# All Soul's Eve
All Soul's Eve é um filme estadunidense de 1921, do gênero drama, dirigido por Chester Franklin, com roteiro de Elmer Harris baseado na peça teatral All Souls' Eve de Anne Crawford Flexner.